# Roch Krukowski
Roch Krukowski (ur. 20 lipca 2007 w Warszawie) – polski lekkoatleta specjalizujący się w rzucie oszczepem. Brązowy medalista Mistrzostw Europy Juniorów.
Jego tatą i zarazem trenerem jest Michał Krukowski, a mamą – Anna Majer-Krukowska. Starszy brat, Marcin, również odnosi sukcesy w tej dyscyplinie.
Rekordy życiowe:
- oszczep (400) – 39.17 (14 lipca 2018, Warszawa)
- oszczep (500) – 56.65 (7 września 2020, Brno)
- oszczep (600) – 76.71 (5 września 2022, Brno)
- oszczep (700) – 81.60 (9 lipca 2023, Chorzów)
- oszczep (800) – 74.99 (26 lipca 2025, Włocławek)

## Osiągnięcia
| Rok  | Impreza                                        | Miejsce          | Pozycja    | Wynik | Źródło |
| ---- | ---------------------------------------------- | ---------------- | ---------- | ----- | ------ |
| 2021 | Mistrzostwa Polski U16                         | Karpacz          | 1. miejsce | 65.76 | [ 4 ]  |
| 2022 | Mistrzostwa Polski U16                         | Lublin           | 1. miejsce | 75.80 | [ 5 ]  |
| 2022 | Letni Olimpijski Festiwal Młodzieży Europy     | Bańska Bystrzyca | 1. miejsce | 74.63 | [ 6 ]  |
| 2023 | Mistrzostwa Polski juniorów młodszych          | Chorzów          | 1. miejsce | 81.60 | [ 7 ]  |
| 2023 | Mecz U18 Polska-Czechy-Węgry-Słowacja-Słowenia | Ptuj             | 1. miejsce | 80.34 | [ 8 ]  |
| 2023 | Letni Olimpijski Festiwal Młodzieży Europy     | Maribor          | 1. miejsce | 79.40 | [ 9 ]  |
| 2024 | Mistrzostwa Polski U18                         | Lublin           | 1. miejsce | 80.60 | [ 10 ] |
| 2024 | Mistrzostwa Polski Seniorów                    | Bydgoszcz        | 8. miejsce | 71.26 | [ 11 ] |
| 2024 | Mistrzostwa Europy Juniorów Młodszych          | Bańska Bystrzyca | 2. miejsce | 74.84 | [ 12 ] |
| 2025 | Mistrzostwa Polski U20                         | Włocławek        | 1. miejsce | 74.99 | [ 13 ] |
| 2025 | Mistrzostwa Europy Juniorów                    | Tampere          | 3. miejsce | 76.01 | [ 2 ]  |